# دانشگاه الاقصی
دانشگاه الاقصی (به عربی: جامعة الأقصی) یک دانشگاه فلسطینی است که در سال ۱۹۵۵ در نوار غزه، فلسطین تأسیس شد. دانشگاه الاقصی که در سال ۱۹۵۵ به عنوان اولین مؤسسهٔ آموزش عالی ایجاد شد، قدیمی‌ترین م مؤسسهٔ دولتی برای آموزش عالی دولتی است. این مرکز حدود ۲۶۰۰۰ دانشجو را پوشش می‌دهد و حدود ۱۴۰۰ کارمند دارد که ۳۰۰ نفر از آنها مدرس و استاد هستند.

## دانشکده‌ها
- دانشکده علوم کاربردی
- دانشکده هنر و علوم انسانی
- دانشکده علوم تربیتی
- دانشکده هنرهای زیبا
- دانشکده رسانه
- دانشکده مدیریت و مالی
- دانشکده ورزش
- دانشکده فناوری اطلاعات

این ۸ دانشکده مدارک کارشناسی را با تحصیلات تکمیلی در یک برنامه مشترک، تأسیس شده در سال ۱۹۹۴، بین دانشگاه الاقصی و دانشگاه عین‌الشمس مصر ارائه می‌دهند. این برنامه هم‌اکنون در حالت تعلیق است، اما برنامه‌های کارشناسی‌ارشد در تعدادی از دانشکده‌های دانشگاه وجود دارد.

## یادداشت
1. ↑  Position Paper on al-Aqsa University Crisis in the Gaza Strip بایگانی‌شده  در ۲۸ سپتامبر ۲۰۲۰ توسط Wayback Machine, September 27, 2016